# مایکل گرگور

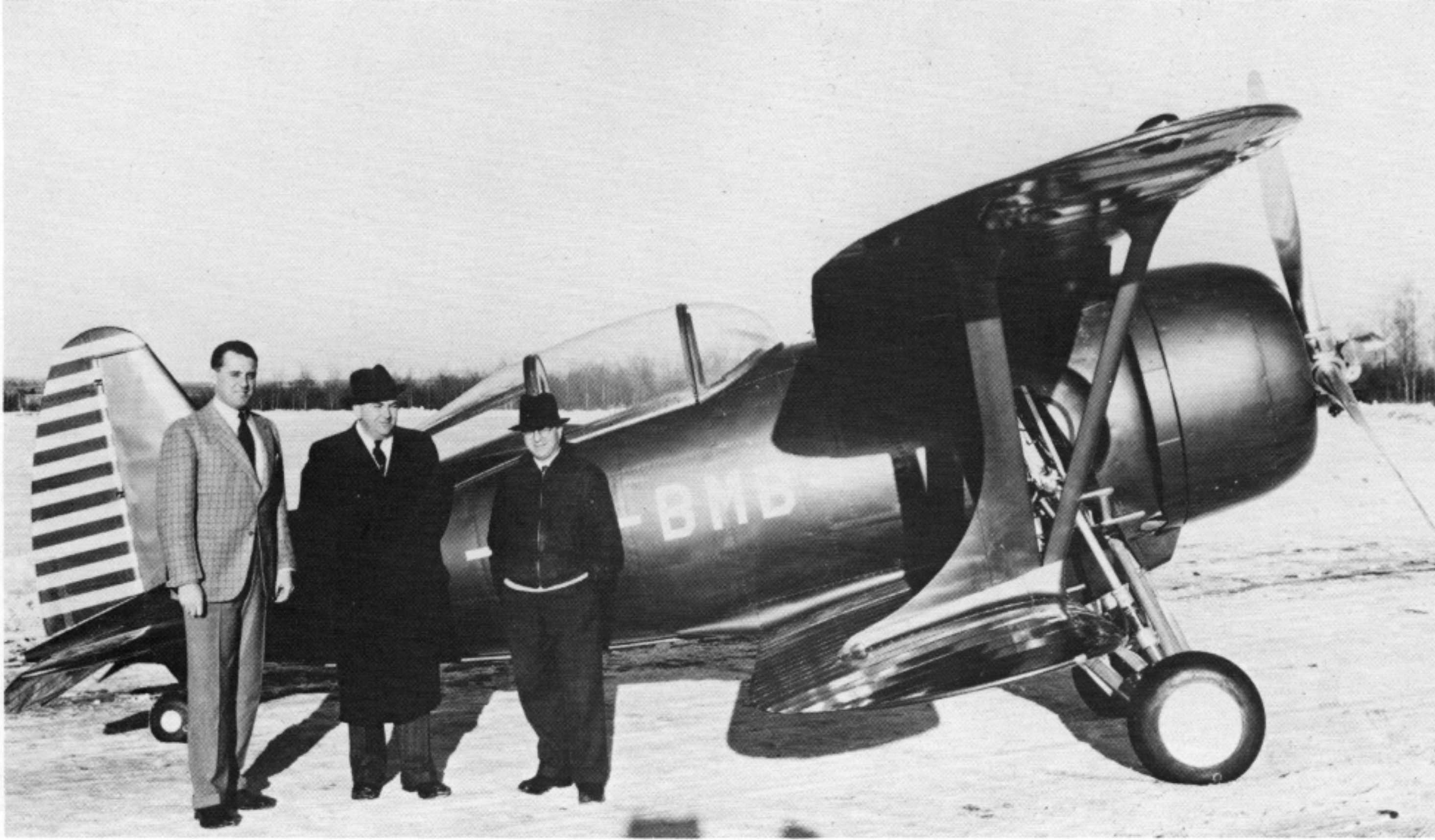
چپ به راست: جورج آید، نماینده Can-Car دیوید بوید و مایکل گرگور که در کنار جنگنده FDB-1 ایستاده‌اند.

مایکل گرگور، یا میخائیل گریگوراشویلی(گرجی: მიხეილ გრიგორაშვილი)(روسی: Михаил Леонтьевич Григорашвили)(۱۸۸۸–۱۹۵۳) یک مهندس گرجی‌تبار هواپیما و یکی از پیشگامان هواپیماسازی در امپراتوری روسیه، ایالات متحده و کانادا بود.

## سال‌های ابتدایی
گریگوراشویلی در دربنت روسیه متولد شد و از مؤسسه ارتباطات امپریال در سن پترزبورگ فارغ‌التحصیل شد سپس در سال ۱۹۱۱ به عنوان خلبان در فرانسه آموزش دید.

## روسیه
گریگوراشویلی پس از بازگشت به روسیه به عنوان مربی خلبانان کار کرد و به عنوان افسر در جنگ جهانی اول به ارتش پیوست. کودتای بلشویکی در ۱۹۱۷ او را مجبور به بازنشستگی در گرجستان تازه استقلال یافته کرد و در آنجا به عنوان مهندس راه در وزارت ارتباطات گرجستان کار می‌کرد.

## ایالات متحده
پس از تصرف گرجستان توسط شوروی در سال ۱۹۲۱، وی با تبعید به ایالات متحده رفت و در آنجا در سال ۱۹۲۶ طبیعت گردی می‌کرد. گریگوراشویلی، که در آن زمان به عنوان گرگور شناخته می‌شد، برای مدت کوتاهی در یک کارخانه کوچک هواپیمایی در رود آیلند کار کرد، به عنوان طراح هواپیما توسط شرکت دیتون-رایت در سال و کورتیس-رایت در سال ۱۹۲۳ انتخاب شد. در سال ۱۹۳۴، گرگور شرکت شخصی خود را با نام Gregor Aircraft تأسیس کرد که یک هواپیمای سبک اصلی 1GR-۱ ساخت.

## کانادا
دو سال بعد، گرگور در کارخانه Car and Foundry استخدام شد و دو جنگنده هواپیمایی FDB-1 را طراحی کرد. FDB-I علی‌رغم اینکه یک طراحی پیشرفته و نوآورانه بود و از ساختاری کاملاً فلزی با پرچین پرانتز، زیر قابل جمع شدن و شکلی براق برخوردار بود، با حوادثی روبرو شد و پس از اینکه نتوانست خریدار پیدا کند، در آتش‌سوزی در سال ۱۹۴۵ گم شد.

## سالهای پایانی
در دهه ۱۹۴۰، گرگور به عنوان یکی از طراحان برجسته در شرکت هواپیماهای Chase کار کرد. وی در ترنتون، نیوجرسی درگذشت.